# Das Gebot der Liebe
Das Gebot der Liebe è un film muto del 1919 prodotto e diretto da Erik Lund

## Produzione
Il film fu prodotto dalla Ring-Film GmbH (Berlin).

## Distribuzione
Uscì nelle sale cinematografiche tedesche con il visto di censura in data maggio 1919.